# Université de Kananga
L’université de Kananga (UNIKAN) est une université publique de la république démocratique du Congo, située dans la province du Kasaï central, dans la ville de Kananga,. 
l'Université de Kananga applique le système LMD
À sa création, elle était une « extension de l'université de Lubumbashi » et s’appelait alors « Centre Universitaire de Kananga (C.U.K.) ». Sa langue d'enseignement est le français.
Quelques années seulement plus tard, soit en 2007, le centre Universitaire de Kananga devient désormais autonome et porte sa nouvelle dénomination officielle "UNIKAN". C'est la seule université officielle de la province. Elle travaille en proche collaboration avec l'Université Notre-Dame du Kasai "U.K.A", université catholique agréée.

## Organisation
Depuis 2016, l'Université de Kananga est chapeauté par son deuxième comité de gestion nommé à la tête par le ministre de l'ESU. Parmi les membres on trouve :
- Recteur : Professeur Joseph NSABWA
- Secrétaire Académique : Professeur Abbé Bertin BEYA MALENGU
- Administrateur : Professeur Abbé LOKO NFWAMBA
- Administrateur de Budget : Chef de Travaux Jacques NTUMBA.

Depuis 2016, l'Université de Kananga fonctionne dans ses propres infrastructures érigées dans la commune de Nganza, chefferie de Katambayi et Ntambue-saint-Bernard.

## Facultés
- Faculté des sciences informatiques
- Faculté d'Agronomie et gestion
- Faculté de Droit
- Faculté de Médecine et l'école de santé publique
- Faculté des Sciences sociales, politiques et administratives
- Faculté des Sciences économiques et de gestion
- Faculté de Santé publique

Pour l'année académique 2018-2019, la Délégation générale des Étudiants est chapeautée par Mr Muepu Ngalamulume Bofiface, et chaque faculté est représentée par un délégué facultaire, comme Mr Kalukanda Mbumba Simon dans la faculté de sciences informatiques.
Quelques matériels réseaux (Fibre optique, routeur, ...)ont été dotés par un ancien étudiant de cette même Université en termes de reconnaissance scientifique, nous citons Ir. Albert SAKAJI SIMBA depuis 2019, soucieux de l'émergence, ce qui permet aux étudiants de la faculté des sciences informatiques de concilier la théorie à la pratique dans la salle machine.